# Yes (film)
Cet article concerne le film. Pour les autres significations, voir Yes (homonymie).
Yes est un film de la réalisatrice britannique Sally Potter sorti en 2004. Il dure 100 minutes.
La particularité de ce film tient à son texte, intégralement en vers, des pentamètres iambiques, souvent rimés, mais pas toujours. Ces dialogues versifiés sont de Sally Potter elle-même.

## Synopsis
Yes est l'histoire d'amour entre une femme mal mariée, scientifique de profession, et un réfugié libanais, médecin de formation devenu cuisinier.

## Distribution
- Joan Allen : « elle »
- Simon Abkarian : « lui »
- Shirley Henderson
- Sam Neill